# Stigny
Stigny é uma comuna francesa na região administrativa de Borgonha-Franco-Condado, no departamento de Yonne. Estende-se por uma área de 16,6 km². Em 2010 a comuna tinha 100 habitantes (densidade: 6 hab./km²).